# Organ²/ASLSP

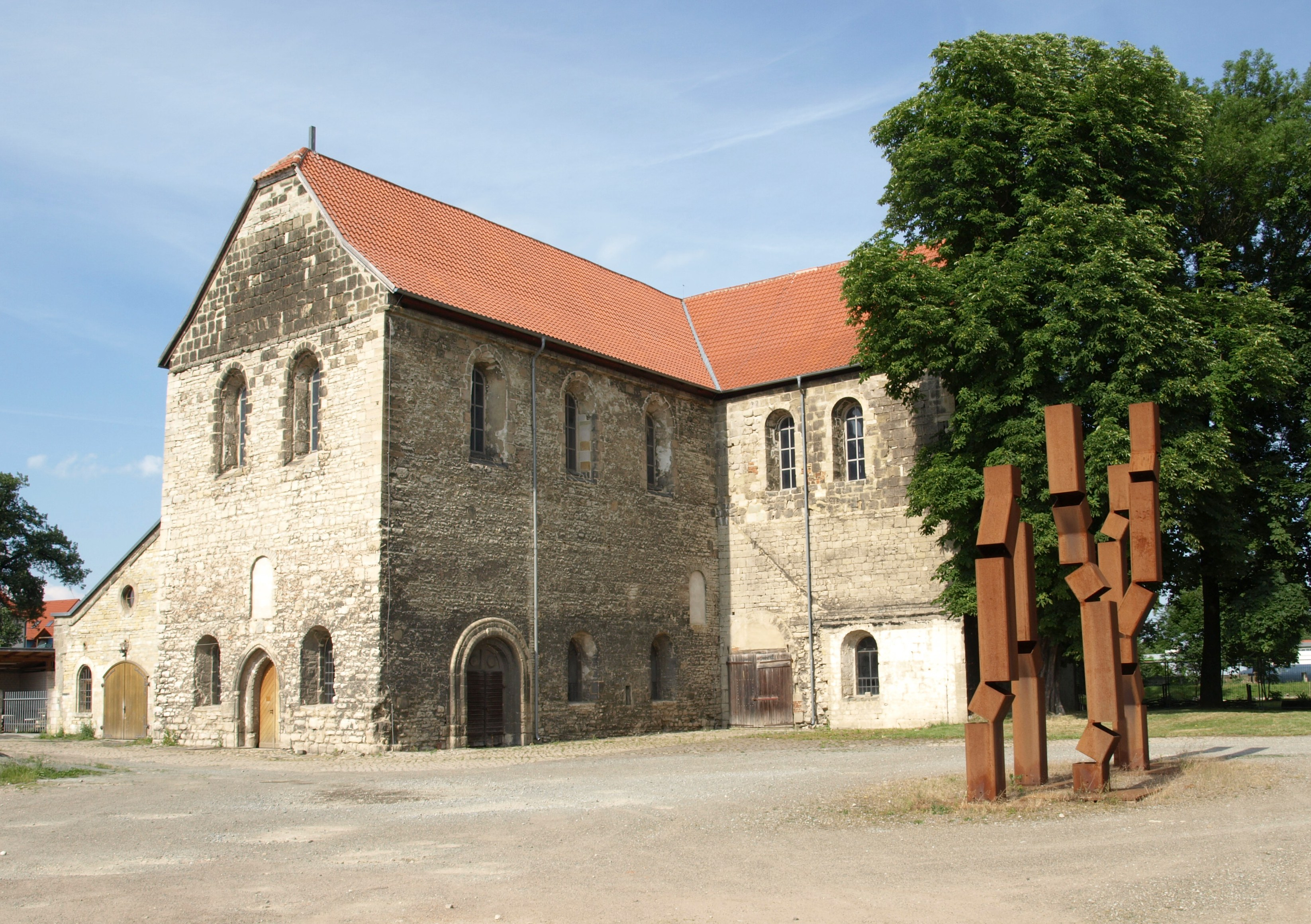
Biserica Sankt-Burchardi în Halberstadt, Germania

Organ²/ASLSP (As SLow aS Possible — din engleză cât mai lent) este o compoziție muzicală compusă de John Cage și este subiectul celei mai îndelungate interpretări din istoria muzicii. A fost scrisă în 1987 pentru orgă, ca adaptare a unei compoziții din 1985, ASLSP. O interpretare obișnuită la pian durează între 20 și 70 de minute. În 1985 Cage nu a specificat cât de lent trebuie interpretată piesa.
Partitura muzicală se întinde pe 8 pagini, iar tempoul a fost încetinit până la durata dorită de 639 de ani. Compoziția este intepretată la Biserica St. Burchardi din Halberstadt (Germania). Interpretarea ei a început în anul 2001 și este programată să se încheie în 2640.

## Interpretări
La 5 februarie 2009, Diane Luchese a interpretat Organ²/ASLSP de la 8:45 până la 23:41 în sala de concerte Harold J. Kaplan, Universitatea Towson⁠(d). Interpretarea, completă și neîntreruptă, a durat 14 ore și 56 minute și a păstrat în timp o proporție strictă cu compoziția inițială. Aceasta a fost cea mai îndelungată interpretare a piesei de către un singur om. Cea mai lungă interpretare a piesei mai vechi ASLSP a fost și mai îndelungată — 24 de ore — și a fost realizată de către Jow Drew în cadrul festivalului ARTSaha! din 2008. Drew a avut și interpretări de 9 și 12 ore ale aceleiași piese și își propune să facă și o interpretare de 48 de ore.
La 5 septembrie 2012, în cadrul Zilei John Cage⁠(d) de la Universitatea din Adelaide⁠(d), Australia, compozitorul Stephen Whittington⁠(d) a interpretat o versiune de 8 ore a ASLSP la orga Elder Hall. Fiecăreia din cele opt secțiuni i-a fost alocată o oră, fiecare secțiune a fost împărțită în segmente de un minut. Au fost interpretate șapte secțiuni (una a fost omisă și una repetată).

### La Biserica Halberstadt

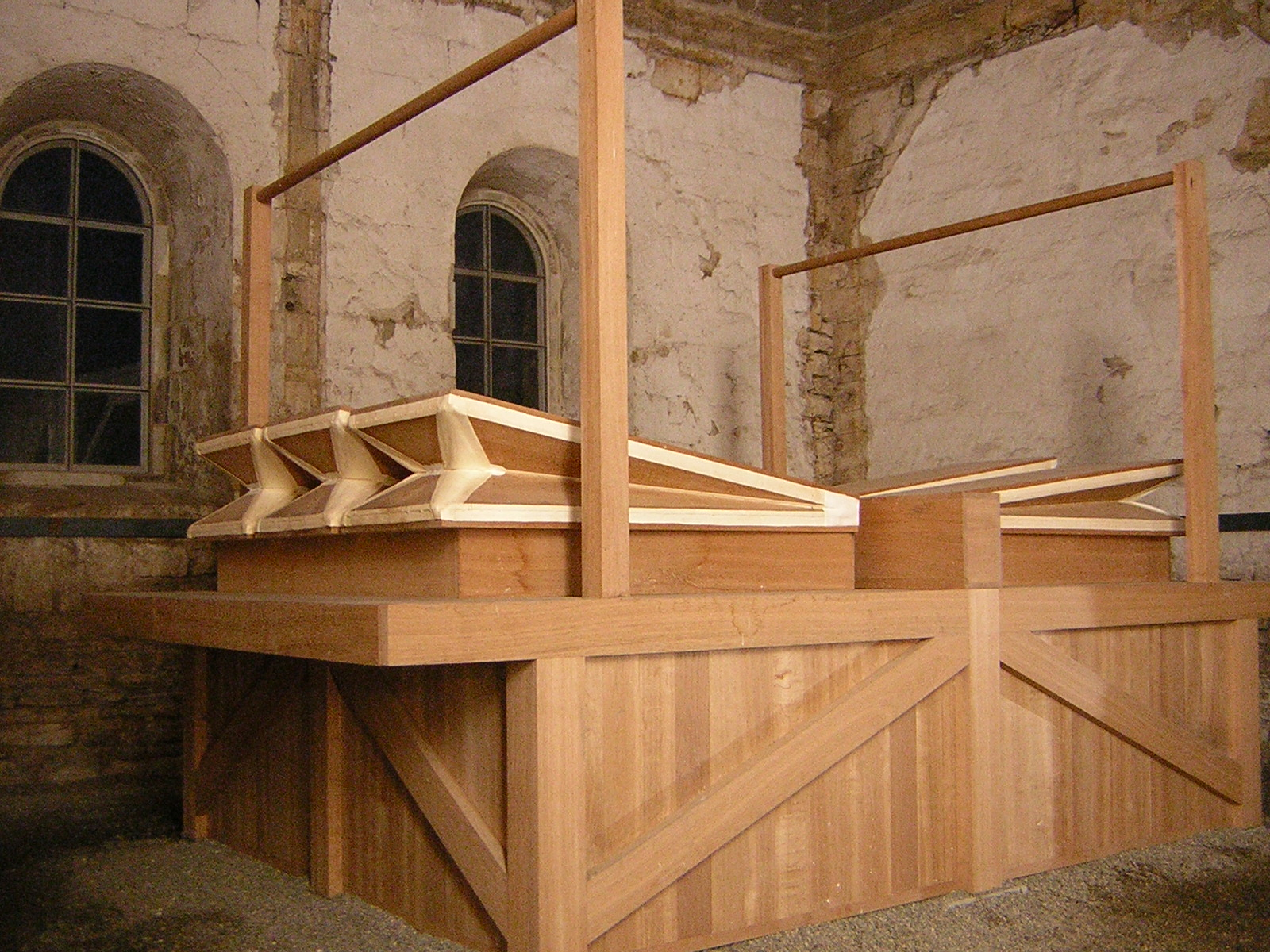
Suflătoarele

La o conferință din 1997, la care au participat muzicieni și filozofi, a fost discutată recomandarea lui Cage de a interpreta piesa „cât mai lent”, dat fiind faptul că interpretarea la orgă poate continua practic la nesfârșit dacă tuburile sunt menținute în stare bună. Atunci s-a hotărât ca piesa să fie interpretată timp de 639 de ani începând cu 2001. În 2000 se împlineau 639 de ani de la instalarea definitivă a primei orgi. Întrucât aceasta s-a întâmplat la catedrala Halberstadt, biserica respectivă a devenit și locul interpretării.

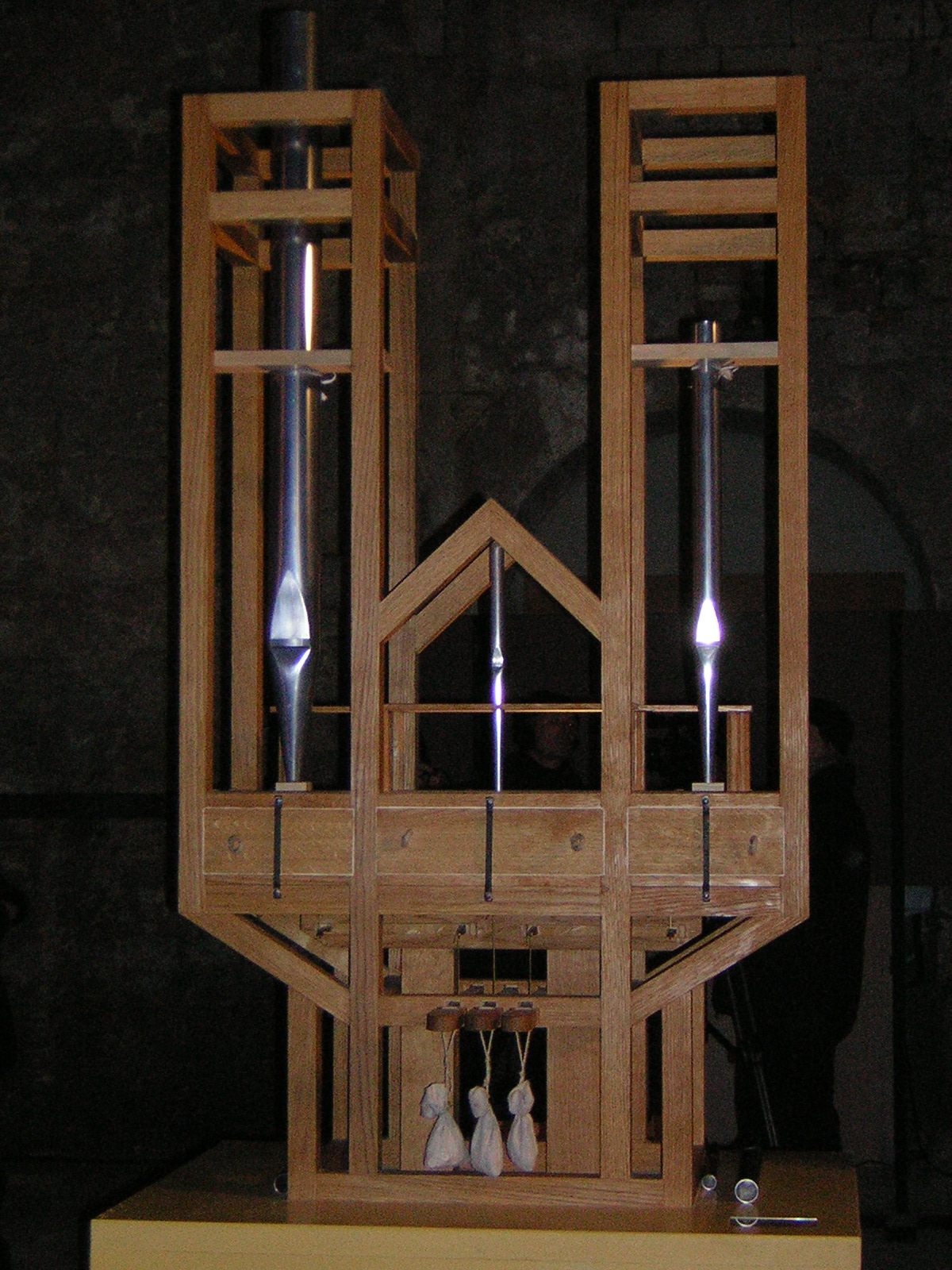
Orga

Orga este amplasată în transeptul drept al bisericii Burchardi, iar suflătoarele (mecanismul care pompează aerul în țevile orgii) în cel stâng. Între ianuarie și mai 2005, era compusă din doar șase țevi. Întrucât instrumentul scoate sunete încontinuu, el este amplasat în interiorul unui cub de sticlă acrilică, pentru a reduce emisiunile fonice.
Interpretarea a început pe 5 septembrie 2001 cu o pauză care a ținut până la data de 5 februarie 2003. Prima coardă a sunat de atunci și până la 5 iulie 2005. La 5 iulie 2008, greutățile de pe pedalele orgii au fost ridicate — aceasta a dus la schimbarea corzii a 6-a.
Sfârșitul interpretării este preconizat pentru data de 5 septembrie 2640.
Interpretarea piesei a început la 5 septembrie 2001, ziua în care Cage împlinea 89 de ani. Primul sunet s-a făcut auzit pe 5 februarie 2003. Următoarele schimbări de notă au avut loc la:
- 5 iulie 2004
- 5 iulie 2005
- 5 ianuarie 2006
- 5 mai 2006[9]
- 5 iulie 2008
- 5 noiembrie 2008
- 5 februarie 2009
- 5 iulie 2010
- 5 februarie 2011
- 5 august 2011
- 5 iulie 2012
- 5 octombrie 2013
- 5 septembrie 2020
- 5 februarie 2022

În zilele enumerate biserica este foarte vizitată. Următoarea notă va suna la 5 februarie 2024.